# Thank You and Goodnight
Thank You and Goodnight är ett musikalbum av It Bites.
Albumet som blev It Bites fjärde och sista, släpptes i augusti 1991 på Vinyl, Kassett och Compact Disc. Albumet nådde som bäst position 59 på den engelska albumlistan och låg kvar på listan i 1 vecka.

## Låtar på albumet
1. Kiss Like Judas
2. All In Red
3. Underneath Your Pillow
4. Murder Of The Planet Earth
5. Ice Melts (Into Water)
6. Yellow Christian
7. You'll Never Go To Heaven
8. Calling All The Heroes
9. Screaming On The Beaches
10. Still Too Young To Remember